# Anita Hill
Pour les articles homonymes, voir Hill.
Anita Hill, née le 30 juillet 1956 dans le hameau de Lone Tree, Oklahoma (en) dans le comté d'Okmulgee à proximité de la ville de Morris est une américaine, professeure d'université de politique sociale, de droit et d'études féminines (Women's studies) à l'université Brandeis. Ayant commencé sa carrière comme assistante de Clarence Thomas, elle a été appelée à témoigner devant la Commission judiciaire du Sénat des États-Unis lors des audiences concernant sa nomination en 1991 à la Cour suprême. Son témoignage faisant état du harcèlement sexuel de Thomas en fait une figure d'intérêt national et une cible des conservateurs malgré ses propres opinions conservatrices. Cette pression a poussé Anita Hill à démissionner de son poste de professeur titulaire à l'université de l'Oklahoma.

## Biographie

### Jeunesse et formation
Anita Faye Hill est la cadette des treize enfants d'Albert et d'Irma Hill, un couple d'agriculteurs. Elle a été élevée dans la foi baptiste. Elle achève brillamment ses études secondaires à la Morris High School (Oklahoma) en 1973 avec le titre de Valedictorian. Grâce à une bourse d'études obtenue dans le cadre du National Merit Scholarship Program (en), elle est admise à l'université d'État de l'Oklahoma de Stillwater où elle obtient son baccalauréat universitaire (licence) de psychologie en 1977. Elle poursuit des études universitaires  à la faculté de droit de Yale, où elle soutient avec succès son doctorat en droit option jurisprudence en 1980,.

### Carrière
Elle commence sa carrière de juriste dans le cabinet d'avocats Ward, Harkrader et Ross, situé à Washington (district de Columbia), qu'elle quitte en fin 1981 pour entrer comme conseillère de Clarence Thomas qui était alors le secrétaire adjoint pour les droits civiques au département de l'Éducation dans l'administration du président Ronald Reagan, puis de 1982 à 1983, elle est son assistante lorsqu'il est président de l'Equal Employment Opportunity Commission (en) (Commission pour l'égalité des chances en matière d'emploi). Pendant cette période elle subit les harcèlements sexuels de Clarence Thomas. Ne pouvant plus supporter les avances sexuelles de celui-ci, elle part en juillet 1983 pour occuper un poste de professeure de droit civil à l'université Oral Roberts de Tulsa dans l'Oklahoma. En 1986 elle devient professeure de droit à l'université de l'Oklahoma située à Norman, où elle devient en 1989, la première professeure titulaire afro-américaine.
En 1991, Anita Hill dénonce publiquement le harcèlement qu'elle a subi et accuse Clarence Thomas lors des audiences préliminaires à la confirmation de celui-ci par le Sénat comme juge à la Cour suprême des États-Unis. Quatre femmes se portent garantes de son témoignage, mais elles ne sont pas entendues, le président de la Commission du Sénat, le démocrate Joe Biden, ayant conclu un compromis avec Clarence Thomas. Ce dernier sera confirmé juge à la Cour suprême à une très courte majorité (52 voix contre 48),. Ce n'est que vingt-cinq ans après, grâce au mouvement #MeToo, que le témoignage d'Anita Hill sera réévalué,,.
Anita Hill fut très sollicitée pour faire des interventions publiques sur le harcèlement sexuel, et pour de nombreuses femmes, scandalisées par la manière dont elle a été traitée par les hommes composant la Commission sénatoriale, elle est devenue un symbole pour renforcer et amplifier les votes en faveur des candidatures féminines.
En 2020, Anita Hill apportera publiquement son soutien à Joe Biden « malgré les erreurs qu'il a pu commettre »,.

## Œuvres
- Co-édité avec Emma Coleman Jordan, Race, Gender, and Power in America : The Legacy of the Hill-Thomas Hearings, Oxford University Press, USA, 5 octobre 1995, 344 p. (ISBN 978-0-19-508774-1, lire en ligne),
- Speaking Truth to Power, Anchor, 15 septembre 1997, rééd. 20 octobre 1998, 384 p. (ISBN 978-0-385-47627-0),
- Reimagining Equality : Stories of Gender, Race, and Finding Home, Beacon Press, 4 octobre 2011, 232 p. (ISBN 978-0-8070-1437-0, lire en ligne),

## Prix et distinctions
- 1991 : lauréate de l'Ida B. Wells Award, décerné par la National Coalition of 100 Black Women[2],[13],
- 2020 : élection comme membre de l'Académie américaine des arts et des sciences[14],[15],

## Dans la culture populaire
Ses démêlés avec Clarence Thomas font l’objet d'un téléfilm Confirmation (film) (en) sorti en avril 2016, avec Kerry Washington qui tient son rôle et Wendell Pierce dans le rôle de Clarence Thomas,.
La poète Evie Shockley a rédigé un poème en hommage à Anita Hill : The Ballad of Anita Hill.

## Pour approfondir

#### Notices dans encyclopédies et ouvrage de références
- (en-US) Suzanne Michele Bourgoin (dir.), Encyclopedia of World Biography,, vol. 7 : Grimke-Howells, Detroit, Michigan, Gale Research, 1998, 560 p. (ISBN 978-0-7876-2221-3, lire en ligne), p. 382-385,
- (en-US) R. Kent Rasmussen (dir.), The African American encyclopedia, vol. 4 : Fed-Hil, New York, Cavendish Square Publishing (réimpr. 2001) (1re éd. 2000), 1196 p. (ISBN 978-0-7614-7218-6, lire en ligne), p. 1195-1196,

#### Essais
- (en-US) Timothy M. Phelps et Helen Winternitz, Capitol Games : Clarence Thomas, Anita Hill, and the Story of a Supreme Court Nomination, New York, Hyperion (réimpr. 1993, 1994) (1re éd. 1992), 488 p. (ISBN 9780060975531, OCLC 221485459, lire en ligne),
- (en-US) David Brock, The Real Anita Hill : The Untold Story, New York & Toronto, Free Press &  Maxwell Macmillan International (réimpr. 1993, 1994) (1re éd. 1991), 474 p. (ISBN 9780029046562, OCLC 1285756292, lire en ligne),
- (en-US) Toni Morrison (dir.), Andrew Ross et Manning Marable (préf. Toni Morrison), Race-Ing Justice, En-Gendering Power : Essays on Anita Hill, Clarence Thomas, and the Construction of Social Reality, New York, Pantheon Books (réimpr. 1993) (1re éd. 1992), 514 p. (ISBN 978-0-679-74145-9, OCLC 645958327, lire en ligne),
- (en-US) Bob Italia, Anita Hill : speaking out against harassment, Edina, Minnesota, Abdo & Daughters, 1993, 40 p. (ISBN 978-1-56239-259-8, lire en ligne),
- (en-US) Anita Miller (dir.) (préf. Nina Totenberg), The Complete Transcripts of the Clarence Thomas-Anita Hill Hearings : October 11, 12, 13, 1991, Chicago, Illinois, Academy Chicago Publishers (réimpr. 2005) (1re éd. 1994), 500 p. (ISBN 978-0-89733-408-2, lire en ligne),
- (en-US) Paul Siegel (dir.), Outsider Looking in : A Communication Perspective on the Hill/Thomas Hearing, Cresskill, New Jersey, Hampton Press, 1996, 376 p. (ISBN 9781572730182, OCLC 1336110145, lire en ligne)

#### Articles

##### Anglophones
- Melba Joyce Boyd, « Collard Greens, Clarence Thomas, and the High-Tech Rape of Anita Hill », The Black Scholar, vol. 22, nos 1/2,‎ hiver 1991, p. 25-27 (3 pages) (lire en ligne ),
- Jacquelyne Johnson Jackson, « "Them Against Us": Anita Hill v. Clarence Thomas », The Black Scholar, vol. 22, nos 1/2,‎ hiver 1991, p. 49-52 (4 pages) (lire en ligne ),
- Trellie L. Jeffers, « We Have Heard: We Have Seen: Do We Believe? The Clarence Thomas-Anita Hill Hearing », The Black Scholar, vol. 22, nos 1/2,‎ hiver 1991, p. 54-56 (3 pages) (lire en ligne ),
- Barbara Ransby, « The Gang Rape of Anita Hill and the Assault Upon All Women of African Descent », The Black Scholar, vol. 22, nos 1/2,‎ hiver 1991, p. 82-85 (4 pages) (lire en ligne ),
- Henry Vance Davis, « The High-tech Lynching and the High-tech Overseer: Thoughts from the Anita Hill/Clarence Thomas Affair », The Black Scholar, vol. 22, nos 1/2,‎ hiver 1991, p. 27-29 (3 pages) (lire en ligne ),
- Joy James, « Anita Hill: Martyr Heroism & Gender Abstractions », The Black Scholar, vol. 22, nos 1/2,‎ hiver 1991, p. 17-20 (4 pages) (lire en ligne ),
- Henry J. Reske, « Reporters Target of Leak Probe: Senate appoints N.Y. lawyer to find out who revealed Anita Hill's charges », ABA Journal, vol. 78, no 4,‎ avril 1992, p. 18-19 (2 pages) (lire en ligne ),
- Nancy Fraser, « Sex, Lies, and the Public Sphere: Some Reflections on the Confirmation of Clarence Thomas », Critical Inquiry, vol. 18, no 3,‎ printemps 1992, p. 595-612 (18 pages) (lire en ligne),
- Jane Mansbridge & Katherine Tate, « Race Trumps Gender: The Thomas Nomination in the Black Community », PS: Political Science and Politics, vol. 25, no 3,‎ septembre 1992, p. 488-492 (5 pages) (lire en ligne),
- Kim A. Taylor, « Invisible Woman: Reflections on the Clarence Thomas Confirmation Hearing », Stanford Law Review, Vol. 45, No. 2, vol. 45, no 2,‎ janvier 1993, p. 443-452 (10 pages) (lire en ligne)
- Dan Thomas, Craig McCoy & Allan McBride, « Deconstructing the Political Spectacle: Sex, Race, and Subjectivity in Public Response to the Clarence Thomas/Anita Hill "Sexual Harassment" Hearings », American Journal of Political Science, vol. 37, no 3,‎ août 1993, p. 699-720 (22 pages) (lire en ligne ),
- Lauren Berlant, « The Queen of America Goes to Washington City: Harriet Jacobs, Frances Harper, Anita Hill », American Literature, vol. 65, no 3,‎ septembre 1993, p. 549-574 (26 pages) (lire en ligne ),
- Dianne Rucinski, « A Review: Rush to Judgment? Fast Reaction Polls in the Anita Hill-Clarence Thomas Controversy », The Public Opinion Quarterly, vol. 57, no 4,‎ hiver 1993, p. 575-592 (18 pages) (lire en ligne ),
- L. A. Grindstaff, « Double Exposure, Double Erasure: On the Frontline with Anita Hill », Cultural Critique, vol. 27,‎ printemps 1994, p. 29-60 (32 pages) (lire en ligne ),
- « The Anita Hill Chair: A New Chapter in the Long Racial History of the University of Oklahoma College of Law », The Journal of Blacks in Higher Education, no 11,‎ printemps 1996, p. 20-22 (3 pages) (lire en ligne ),
- Frances Trix & Andrea Sankar, « Women's Voices and Experiences of the Hill-Thomas Hearings », American Anthropologist, New Series, vol. 100, no 1,‎ mars 1998, p. 32-40 (9 pages) (lire en ligne),
- James L. Nolan, Jr., « The Therapeutic State: The Clarence Thomas and Anita Hill Hearings », The Antioch Review, vol. 56, no 1,‎ hiver 1998, p. 5-25 (21 pages) (lire en ligne ),
- Florence George Graves, « Anita Hill Enjoys Regular Anonymity at Brandeis University », The Journal of Blacks in Higher Education, no 69,‎ printemps 2003, p. 116-117 (2 pages) (lire en ligne ),
- Sierra Austin, Peggy Solic, Haley Swenson & Gisell Jeter-Bennett, « Anita Hill Roundtable », Frontiers: A Journal of Women Studies, vol. 35, no 3,‎ 2014, p. 65-74 (10 pages) (lire en ligne ),

##### Francophones
- Laura Cottingham, « L'affaire Anita Hill-Clarence Thomas », Nouvelles Questions Féministes, vol. 14, no 4,‎ 1993, p. 13-36 (24 pages) (lire en ligne )